# Функція Гудермана

Графік функції Гудермана

Функція Гудермана(також гіперболічна амплітуда або гудерманіан) — спеціальна функція, що пов'язує тригонометричні і гіперболічні функції. Названа на честь німецького математика Крістофа Гудермана.
Функція визначена як:
| {\displaystyle {\text{gd }}x\,} | {\displaystyle =\int _{0}^{x}{dt \over \cosh t}}                           |
|                                 | {\displaystyle =2\,{\text{arctg}}\left({\text{tgh }}{\frac {x}{2}}\right)} |
|                                 | {\displaystyle =2\,{\text{arctg }}e^{x}-{\pi \over 2}}                     |

## Головні властивості
Функція Гудермана визначає зв'язок, який існує між тригонометричними і гіперболічними функціями без застосування комплексного аналізу.
{\displaystyle {\text{tgh }}{x \over 2}={\text{tg }}{{\text{gd }}x \over 2}}
{\displaystyle {\begin{array}{lcl}\sinh x&=&{\text{tg}}\left({\text{gd }}x\right)\\\cosh x&=&\sec \left({\text{gd }}x\right)\\{\text{tgh }}x&=&\sin \left({\text{gd }}x\right)\\{\text{sech }}x&=&\cos \left({\text{gd }}x\right)\\{\text{csch }}x&=&{\text{ctg}}\left({\text{gd }}x\right)\\{\text{ctgh }}x&=&\csc \left({\text{gd }}x\right)\end{array}}}
Експоненційну функцію можна виразити через функцію Гудермана:
| {\displaystyle e^{x}} | {\displaystyle ={\frac {1}{\cos \left({\text{gd }}x\right)}}+{\text{tg}}\left({\text{gd }}x\right)=\sec \left({\text{gd }}x\right)+{\text{tg}}\left({\text{gd }}x\right)} |
|                       | {\displaystyle ={\text{tg}}\left({\frac {\pi }{4}}+{\frac {{\text{gd }}x}{2}}\right)}                                                                                     |
|                       | {\displaystyle ={\frac {1+\sin \left({\text{gd }}x\right)}{\cos \left({\text{gd }}x\right)}}}                                                                             |
Похідна функції Гудермана рівна:
{\displaystyle {d \over dx}\,{\text{gd }}x={\text{sech }}x}
Розклад в ряд Тейлора для функції Гудермана має вигляд:
{\displaystyle \operatorname {gd} (x)=x-{\frac {x^{3}}{6}}+{\frac {x^{5}}{24}}-{\frac {61x^{7}}{5040}}+\dots }

## Обернена функція
Обернена функція до функції Гудермана (що позначається як  {\displaystyle {\text{arcgd }}x} або {\displaystyle {\text{gd}}^{-1}x}) рівна:
| {\displaystyle {\text{arcgd }}x} | {\displaystyle ={\text{gd}}^{-1}x=\int _{0}^{x}{dt \over \cos t}}                                                         |
|                                  | {\displaystyle ={\text{arcosh}}\left(\sec x\right)={\text{artgh}}\left(\sin x\right)}                                     |
|                                  | {\displaystyle =\ln \left(\sec x\left(1+\sin x\right)\right)}                                                             |
|                                  | {\displaystyle =\ln \left({\text{tg }}x+\sec x\right)=\ln \left({\text{tg}}\left({\pi \over 4}+{x \over 2}\right)\right)} |
|                                  | {\displaystyle ={1 \over 2}\ln \left({\frac {1+\sin x}{1-\sin x}}\right)={\text{artgh}}\left(\sin x\right)}               |
Окрім того справедливою є рівність:
{\displaystyle i{\text{gd }}x={\text{arcgd}}\left(ix\right)}
Похідна оберненої функції Гудермана рівна:
{\displaystyle {d \over dx}\,{\text{arcgd }}x=\sec x}

## Похідні, ряди, інтеграли
Похідні функції Гудермана і оберненої функції Гудермана дорівнюють відповідно гіперболічному і тригонометричному секансу:
{\displaystyle {d \over dx}\,\operatorname {gd} x=\operatorname {sech} x,}
{\displaystyle {d \over dx}\,\operatorname {arcgd} x=\sec x.}
Розвинення в ряд:
{\displaystyle \operatorname {gd} x=x-{\frac {x^{3}}{6}}+{\frac {x^{5}}{24}}-{\frac {61x^{7}}{5040}}+{\frac {277x^{9}}{72576}}+\dots ,}
{\displaystyle \operatorname {arcgd} x=x+{\frac {x^{3}}{6}}+{\frac {x^{5}}{24}}+{\frac {61x^{7}}{5040}}+{\frac {277x^{9}}{72576}}+\dots }
Коефіцієнти розкладу гудерманіана і антигудерманіана при членах однакового степеня збігаються за модулем, однак у членів зі степенями 3, 7, 11,... коефіцієнти розкладу гудерманіана від'ємні, а в оберненої функції — додатні. 
Інтеграл функції Гудермана:
{\displaystyle \int \operatorname {gd} zdz=-{\frac {\pi }{2}}z+i\left(\operatorname {Li_{2}} (-ie^{x})-\operatorname {Li_{2}} (ie^{x})\right),}
где Li2 — дилогарифм.
Гудерманіан і антігудерманіан, що дозволяють легко переходити від гіперболічних до тригонометричних функцій і назад, використовуються для аналітичного інтегрування методом тригонометричної і гіперболічної підстановки.